# 하동 쌍계사 적묵당
하동 쌍계사 적묵당(河東 雙溪寺 寂默堂)은 경상남도 하동군 화개면 운수리, 쌍계사에 있는 당우이다.
1967년 6월 23일 보물 제458호로 지정되었다가, 1968년 12월 16일 해제되었고, 1983년 7월 20일 경상남도의 문화재자료 제46호 쌍계사 적묵당으로 재지정되었다가, 2018년 12월 20일 현재의 명칭으로 변경되었다.

## 개요
쌍계사는 지리산 남쪽 기슭에 있는 절로 통일신라 성덕왕 23년(723) 의상대사의 제자인 삼법이 세운 절이다. 처음에는 옥천사라 하였다가 통일신라 정강왕 때 쌍계사로 이름을 바꾸었다.
적묵당은 불도를 닦는 스님 중 처음 배우는 자가 수행하던 곳으로, 통일신라시대 문성왕 2년(840)에 진감선사가 세웠다. 조선 인조 19년(1641)에는 벽암선사가 넓혀 짓고 1978년에는 고산 스님이 고쳐 지었다.

## 갤러리

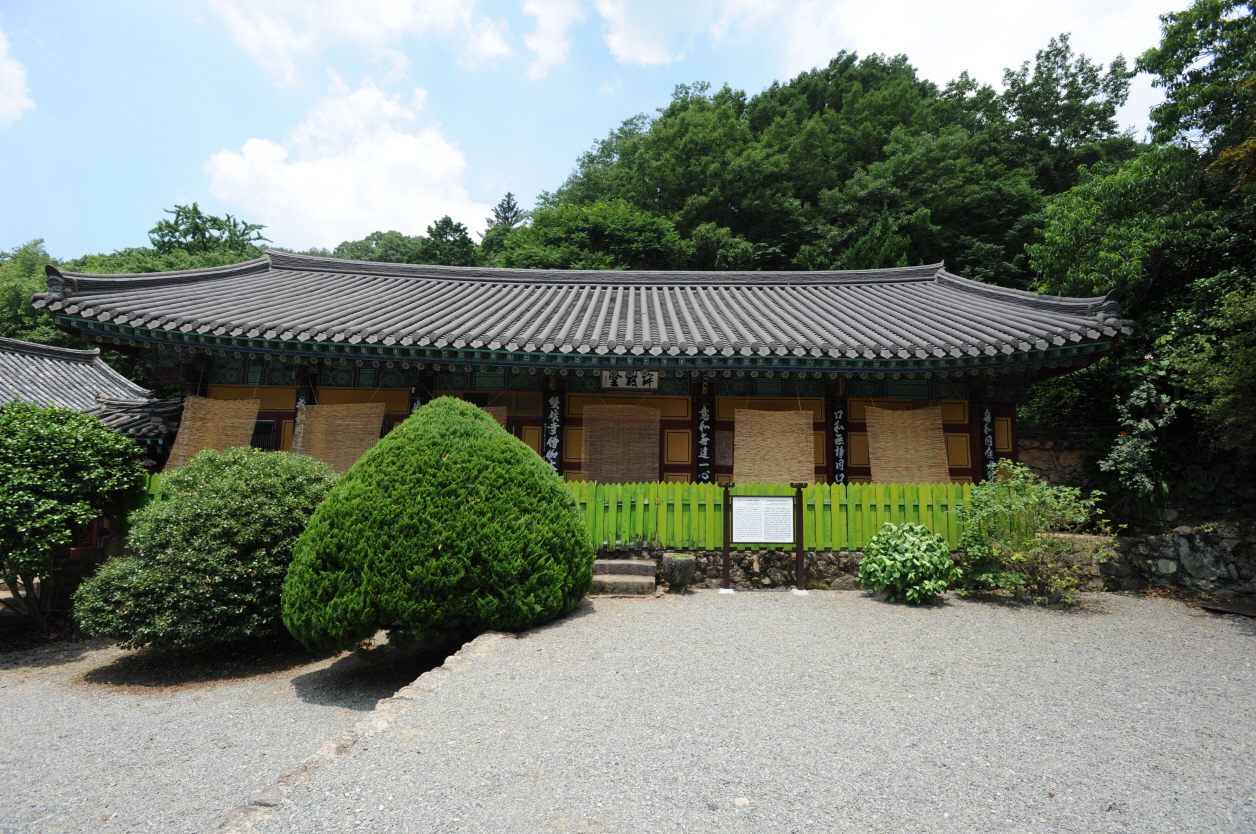
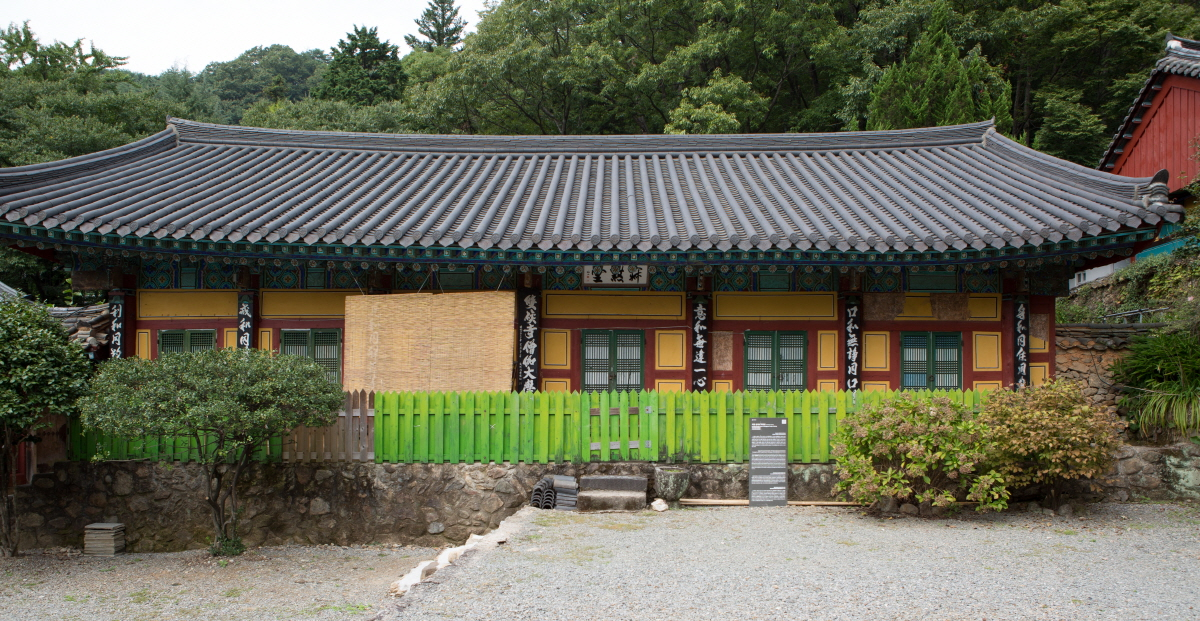

## 현지 안내문
이 건물은 스님들이 기거하고 공부하는 요사채이다. 진감선사가 대웅전과 함께 이 건물을 처음 세운 것은 840년(문성왕 2년)이며, 이후 1641년에 중창된 것을 1978년에 다시 중수하여 지금에 전하고 있다. 본 건물은 정면 6칸, 측면 3칸에 들보 5량으로 구성된 큰 규모의 홑처마 맞배지붕 건물이다. 기거할 수 있게 바닥은 온돌로 되어 있지만 남측 2칸은 대청을 깔아서 2층 구조로 만들었다. 그 아래 부분에는 아궁이가 있고 땔나무를 저장하였으며, 위 우물마루의 대청은 초심자 스님에게 강의하는 곳으로 사용되었다. 건물 앞 뒤에 툇마루를 두었고, 뒤 툇마루 상부는 특이하게 반자로 천장을 만들었다. 좌우 툇간을 팔작집처럼 대들보 위에 충보를 걸쳐 조성한 것도 흔치 않은 것이다.

## 같이 보기
- 쌍계사

## 참고 자료
- 쌍계사적묵당 - 국가유산청 국가유산포털